# Alyxia papuana
Alyxia papuana är en oleanderväxtart som beskrevs av D. J. Middleton. Alyxia papuana ingår i släktet Alyxia och familjen oleanderväxter. Inga underarter finns listade i Catalogue of Life.